# دينارايا
ديناريا (بالإنجليزية Dinaraea) هي جنس من الخنافس الرواغة من فصيلة Staphylinidae. يوجد حوالي 16 نوعًا يعتبر ضمن جنس الديناريا.

## أنواعها
ينتمي إلى مجموعة ديناريا 16 عشر نوع وهم :
- الديناريا الخطية
- دينارايا أنجوستولا
- دينارايا أركانا
- دينارايا باكوسينسيس
- دينارايا بيكورنيس
- دينارايا بورياليس
- دينارايا كورتيبينيس
- دينارايا لونغيبينيس
- دينارايا ميلانوكورنيس
- دينارايا بايسي
- دينارايا بيكيانا
- دينارايا بلاناريس
- دينارايا كوادريكورنيس
- منخفض دينارايا الفرعي
- دينارايا ووركي
- دينارايا اكواتا